# Carlton, Richmondshire
Carlton är en ort i Storbritannien.   Den ligger i grevskapet North Yorkshire och riksdelen England, i den centrala delen av landet, 300 km norr om huvudstaden London. Carlton ligger 334 meter över havet och antalet invånare är 126.
Terrängen runt Carlton är huvudsakligen kuperad, men åt nordost är den platt. Runt Carlton är det ganska tätbefolkat, med 70 invånare per kvadratkilometer. Närmaste större samhälle är Catterick Garrison, 16,9 km nordost om Carlton. Trakten runt Carlton består i huvudsak av gräsmarker.